# راندي فان هورن
راندي فـان هورن (بالإنجليزية: Randy Van Horne)‏ هو موسيقي أمريكي، ولد في 10 فبراير 1924، وتوفي في 26 سبتمبر 2007 بسبب سرطان.

## روابط خارجية
- راندي فـان هورن على موقع IMDb (الإنجليزية)
- راندي فـان هورن على موقع ميوزك برينز (الإنجليزية)